# Armiger
Armiger – angielskie określenie osoby uprawnionej do używania herbu, niekiedy używane w Polsce, choć raczej w beletrystyce historycznej niż w literaturze fachowej.
Pierwotnie oznaczało osobę szlachetnie urodzoną, mającą prawo używania herbu, ale nie pasowaną na rycerza. Jako określenie rangi w hierarchii tytułów szlacheckich zbliżone do ang. Esquire lub franc. Ecuyer.
W Niemczech do końca XV w. funkcjonowało zbliżone pojęcie Wappengenosse (towarzysz herbowy) oznaczające najniższy rodzaj szlachty, uprawniony do posiadania herbu, ale bez tytułu rycerskiego. 
Najczęściej owe określenia dotyczyły młodych synów bocznych gałęzi rodów feudalnych, nie posiadających prawa do tytułu, a zazwyczaj też majątku.
W powieściach historyczno-fantastycznych Andrzeja Sapkowskiego słowo armiger pojawia się w znaczeniu giermek.